# Piper politii
Piper politii är en pepparväxtart. Piper politii ingår i släktet Piper och familjen pepparväxter.

## Underarter
Arten delas in i följande underarter:
- P. p. politii
- P. p. sipapoense
- P. p. toronoense